# Adriana Ruano
Adriana Ruano Oliva (Cidade da Guatemala, 26 de junho de 1995) é uma atiradora esportiva guatemalteca, campeã olímpica.

## Carreira
Ruano treinou originalmente como ginasta, representando a Guatemala no Campeonato Pan-Americano de 2010 e nos Jogos Centro-Americanos e do Caribe de 2010. Enquanto treinava para o Campeonato Mundial de Ginástica Artística de 2011, que foi uma qualificação para as Olimpíadas de Verão de 2012, Ruano sentiu dores nas costas, que mais tarde provaram ser seis vértebras danificadas. Seu médico recomendou que ela começasse a atirar se quisesse continuar uma carreira no esporte.
Em 2023, ela ganhou o ouro na competição da fossa feminina dos Jogos Pan-Americanos em Santiago, Chile. Ela representou a Equipe de Atletas Independentes nos jogos, pois, na época, o Comitê Olímpico da Guatemala estava suspenso pelo Comitê Olímpico Internacional.
Ela ganhou a medalha de ouro e estabeleceu um novo recorde olímpico no evento de armadilha feminina nos Jogos Olímpicos de Verão de 2024, a primeira medalha de ouro da Guatemala nas Olimpíadas. A vitória de Ruano recebeu elogios do presidente da Guatemala, Bernardo Arévalo, que escreveu: "A história olímpica da Guatemala está escrita em letras douradas graças a Adriana Ruano".